# 法頓·托斯基
法頓·托斯基（1987年2月17日—）是一位德國足球運動員。在場上的位置是中場。他現在效力於德國足球乙級聯賽球隊FSV法蘭克福。他是阿爾巴尼亞裔德國人，自2014年3月開始他代表科索沃國家足球隊參賽。